# Госайрхат (подокруг)
Госайрхат (бенг. গোসাইরহাট, англ. Gosairhat) — подокруг в центральной части Бангладеш. Входит в состав округа Шариатпур. Образован в 1921 году. Административный центр — город Госайрхат. Площадь подокруга — 167,86 км². По данным переписи 1991 года численность населения подокруга составляла 115 882 человека. Плотность населения равнялась 787,5 чел. на 1 км². Уровень грамотности населения составлял 20,23 %. Религиозный состав: мусульмане — 95,01 %, индуисты — 4,91 %, прочие — 0,08 %.